# Județul Lăpușna (Republica Moldova)
Lăpușna a fost până la rearanjarea administrativ-teritorială pe raioane un județ al Republicii Moldova. Se învecina cu județele Ungheni, Chișinău, Tighina, Unitatea Teritorială Autonomă Găgăuzia și județul Cahul, de asemenea cu Ucraina (Bugeac) (sud-est) și România (vest). Capitala sa era orașul Hîncești.

## Geografie
În județul Lăpușna se aflau 149 de localități, dintre care 5 orașe: Basarabeasca, Cimișlia, Iargara, Hîncești și Leova.